# استارایا ایوانوفکا
استارایا ایوانوفکا (به لاتین: Staraya Ivanovka) یک منطقهٔ مسکونی در روسیه است که در باشقیرستان واقع شده‌است.